# Jamaica española
La Jamaica española fue un territorio del imperio español que abarca la actual Jamaica.
Jamaica fue descubierta en 1494 durante el segundo viaje de Colón. Sevilla la Nueva, su primera población, se fundó en 1509, quedando Jamaica bajo la jurisdicción de la Real Audiencia de Santo Domingo.  
En 1655 fue invadida por Inglaterra, dando lugar a la guerra anglo-española (1655-1660). Finalmente, por el Tratado de Madrid (1670) España renunció definitivamente a Jamaica e islas Caimán.

## Toponimia
En la primera noticia que tuvo Colón de la isla la refirió como Yamaye. Según Bartolomé de las Casas y Antonio de Herrera, la denominación de isla de Santiago fue la empleada por Cristóbal Colón. Además, la Corona solicitó a Diego Velázquez el nombre oficial de isla de Santiago para Jamaica. Sin embargo esa denominación no perduró, observándose el nombre de isla de Jamaica en textos y mapas desde el siglo XVI, con variantes como Xmnayca. 

## Historia

### Virreinato Colombino (1494-1535)

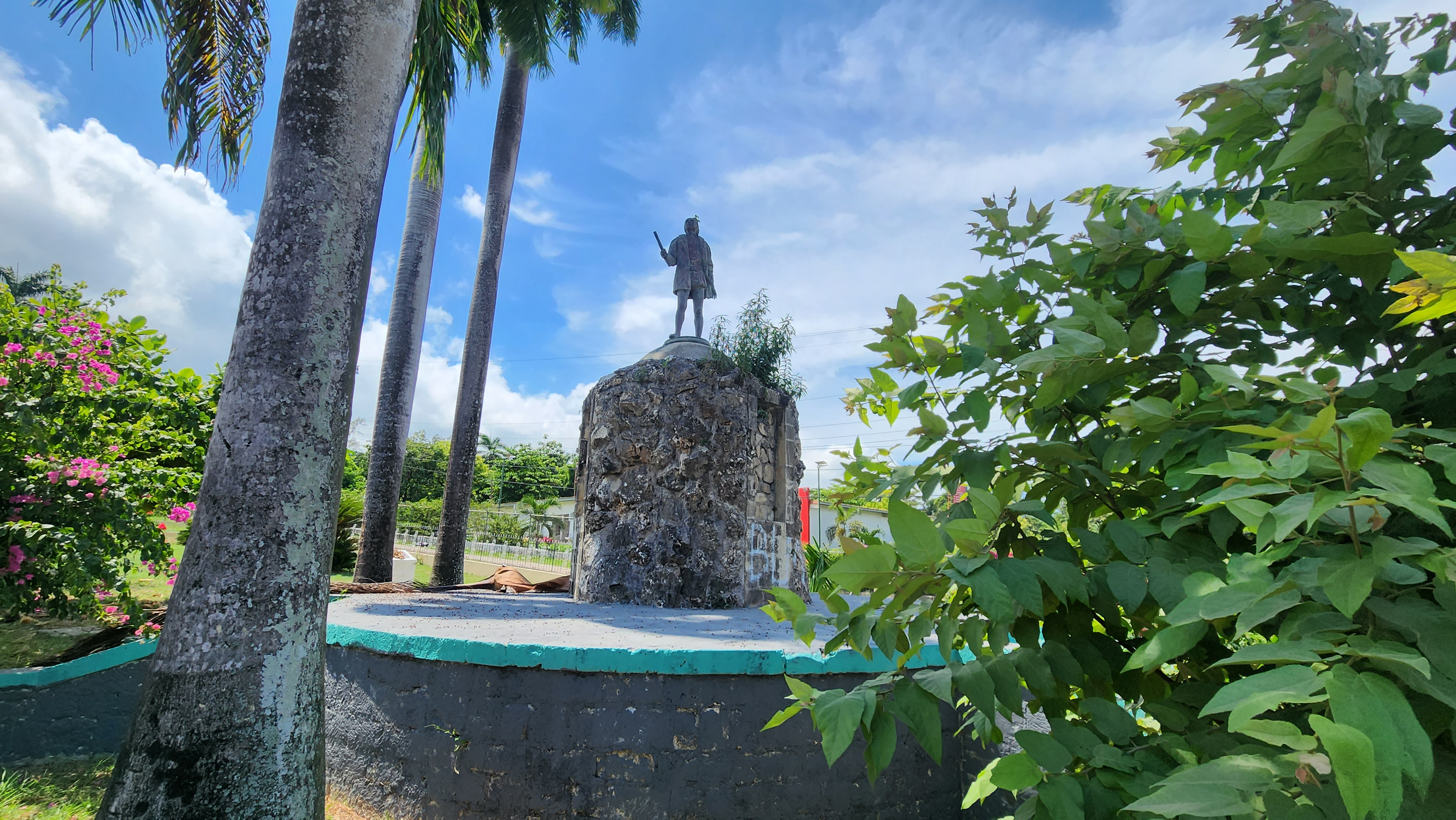
Estatua de Cristóbal Colón en St. Ann´s Bay, donde el almirante pasó un año durante su Cuarto Viaje.

La isla de Jamaica fue identificada con el nombre de Yamaye el 6 de enero de 1493 durante el Primer Viaje de Colón. Durante el Segundo Viaje de Colón, en julio y agosto de 1494, se llevó a cabo una exploración más completa de la isla, que era fértil, rica en madera y agua, y contaba con numerosas poblaciones indígenas, con cuyos caciques se encontró el almirante. El Cura de Los Palacios Andrés Bernáldez dio cuenta de las impresiones de Colón sobre magníficas condiciones de la isla en cuanto a clima y orografía. Además, en durante el Cuarto Viaje de Colón, 10 de mayo de 1503 se descubrieron las Islas Caimán, a las que denominó islas Tortuga. En junio de 1503 la expedición sufrió el naufragio por una tormenta, refugiándose durante un año en Santa Gloria (actual Saint Ann's Bay) hasta ser rescatados desde La Española por Nicolás de Ovando. 
En 1505 Fernando el Católico no autorizó las campañas de conquista y población en Jamaica propuestas por el almirante Cristóbal Colón a Juan de Guzmán, una de las mayores fortunas de Castilla. En 1508 comenzaron los pleitos colombinos por los que los sucesores de Colón intentaron reclamar a Fernando el Católico la duración, términos económicos y políticos del virreinato colombino o de las Indias. Finalmente, la conquista y poblamiento de Jamaica fue encomendada por Diego Colón a Juan de Esquivel, quien en 1509 fundó Sevilla la Nueva (inmediaciones de la actual Saint Ann's Bay).  En 1511 el rey Fernando reconoció a Diego Colón el virreinato colombino, circunscrito únicamente a los territorios descubiertos por Cristóbal Colón. La población de la isla era entonces de unos quinientos vecinos.
La abadía nullius de Jamaica, adscripta al obispo de Santiago de Cuba, fue autorizada por León X en 1515 y la primera visita de su abad Miguel Ramírez tuvo lugar en 1528. Las invasiones inglesas a partir de 1650 supusieron su abandono y supresión definitiva en 1655. Pedro Mártir de Anglería, cuarto abad de Jamaica, relató en sus Décadas las magníficas condiciones para la agricultura, con abundantes melones y calabazas y que los panes de la isla eran de maíz o de raíz de yuca (cazabí). 
Nueva Sevilla, en el norte de la isla, fue abandonada en 1534 por la pujanza del sur de la isla, que ofrecía mejores condiciones para la navegación a Tierra Firme. La villa de La Vega ó Santiago de la Vega (actual Spanish Town) fue fundada por el adelantado Francisco de Garay. 
Entre las poblaciones de fundación española se encuentran Esquivel (actual Old Harbour Bay), Oristan (Bluefields), Savanna-la-Mar, Manterias (Montego Bay), Las Chorreras (Ocho Rios), Oracabeza, Puerto Santa Maria (Port Maria), Mellila (Annotto Bay) y Puerto Anton.Las islas Caimán, sin embargo, fueron de escaso interés y no se impulsó su poblamiento. De esta época data la introducción de los cultivos y animales europeas conocidas como el intercambio colombino.
En 1534 se resolvieron los pleitos colombinos, poniendo fin al virreinato Colombino. A Luis Colón de Toledo le fueron otorgados los títulos de I duque de Veragua (actual Panamá) y I marqués de Jamaica. Luis Colón de Toledo obtuvo además sus respectivos señoríos territoriales, a los que finalmente renunció en 1557 a cambio de una renta a perpetuidad, conservando sólo los títulos.

### Virreinato de Nueva España (1535-1655)
La ausencia de minería, la mayor fuente de riqueza del Virreinato de Nueva España, supuso que Jamaica fuera un territorio de importancia menor. Su interés radicaba en encontrarse en las inmediaciones de la ruta de la Flota de Indias, y como punto de aprovisionamiento y reparaciones de embarcaciones entre Cuba o La Española con Tierra Firme (actuales Venezuela y Colombia). 
En la segunda mitad del siglo XVI, se emplearon esclavos africanos como mano de obra en los ingenios azucareros. La importación masiva de esclavos africanos a Jamaica data de la época de la colonia inglesa a partir del siglo XVII.De 1580, época de la unión ibérica hispano-lusa de Felipe II, familias criptojudías de origen portugués se establecieron en Jamaica.
Para 1611 la población de Jamaica española era de aproximadamente mil quinientas personas, entre los que se encontraban setenta taínos, setenta y cuatro portugueses y resto de extranjeros, unos quinientos esclavos negros y un centenar negros libertos. Además, el interior de la isla estaba ocupado por algunos esclavos cimarrones. 

#### SigloXVII: invasión inglesa de Jamaica

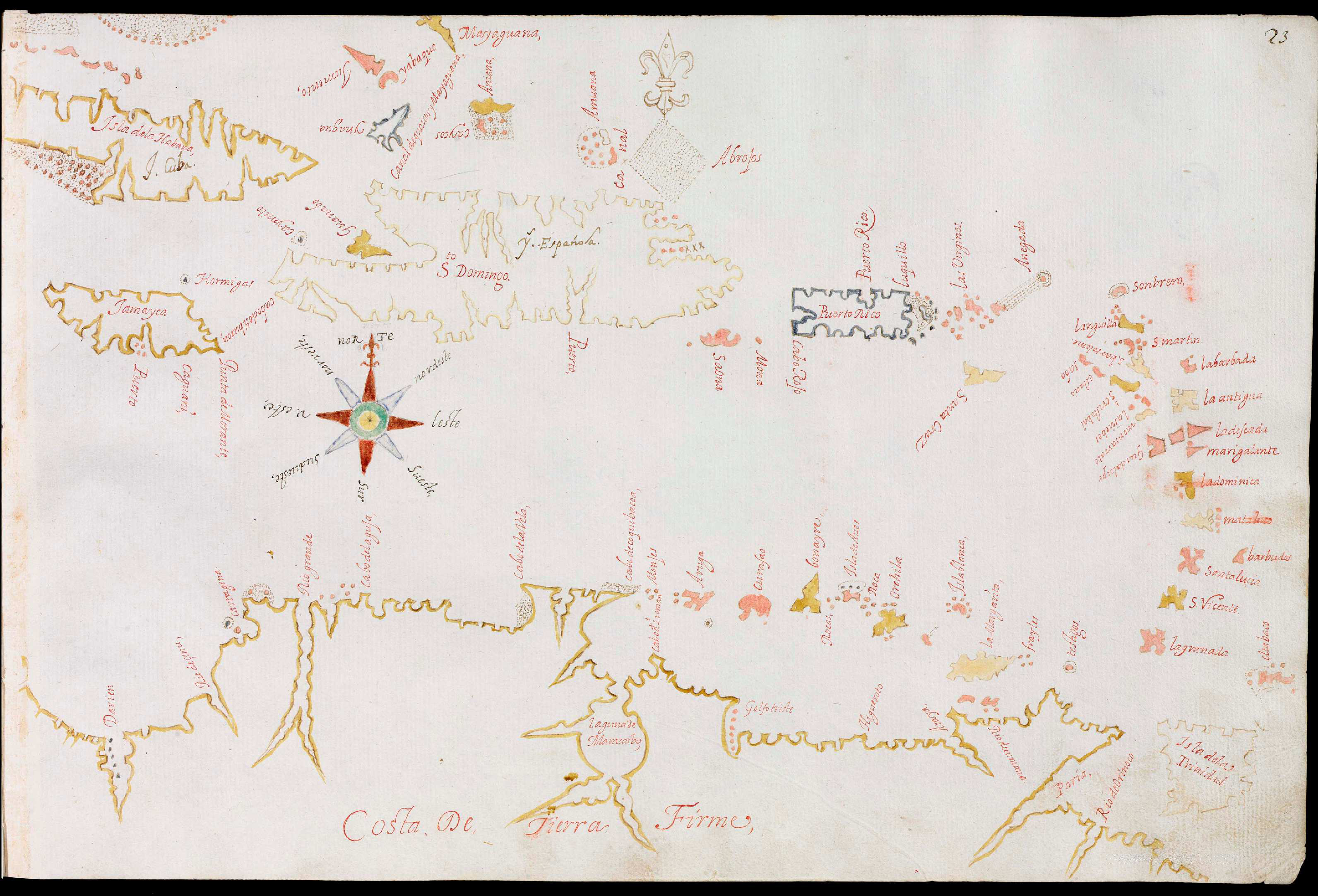
Descripciones geográficas e hidrográficas de muchas tierras y mares del Norte y Sur en las Indias, en especial del descubrimiento del Reino de la California (1614). Autor: Nicolás de Cardona, publicado en 1632.

Desde finales del siglo XVI las naciones europeas intentaron socavar el monopolio hispano-luso sobre América establecido en el tratado de Tordesillas (1494). Con el respaldo de Inglaterra, Francia o Provincias Unidas de Países Bajos, piratas, bucaneros y corsarios realizaron incursiones en los territorios bajo soberanía española en lo que se conoce como la edad de oro de la piratería. Los ingleses llevaron a cabo sucesivos ataques contra las poblaciones y puertos de Jamaica en 1596, 1603, 1640 y 1643. Ante la ausencia de fortificaciones solventes, los ingleses lograron establecerse en el enclave de Ocho Ríos, en St. Ann.En 1644 Alonso de Espinosa Centero envió una relación al Felipe IV sobre la necesidad de fortificar los principales intereses de la isla y establecer el socorro que debiera prestarse desde Cuba o La Española en caso de ataque.Ante la negativa de Felipe IV a abrir el comercio americano de Inglaterra, ésta se alió con Portugal y en 1654 Oliver Cromwell emprendió la campaña militar del Western Design para invadir los territorios españoles en América y el ataque a la Flota del Tesoro. El ambicioso plan de la flota inglesa, al mando de William Penn y Robert Venables, fracasó en abril de 1655 con la fallida ocupación de Santo Domingo. En mayo de 1655 la flota inglesa invadió Jamaica, lo que supuso la primera pérdida de un territorio español en América y el inicio de la guerra anglo-española.Aunque Penn y Venables fueron juzgados por abandonar el objetivo principal de Santo Domingo, fueron recompensados por Inglaterra. En el caso de Penn, con la concesión a su hijo que permitió establecer la colonia de Pensilvania (1681). 
Mientras que en mayo de 1655 los jamaiquinos españoles fueron obligados a salir de la isla bajo pena de muerte, desde Cuba se organizó la resistencia a la invasión, al mando de teniente general Cristóbal Arnaldo de Issasi, Francisco de Proenza y los líderes de los trescientos cimarrones de la isla Juan de Bolas o Juan de Serras. En 1659 Juan Francisco de Leiva realizó un esfuerzo considerable para intentar retener la Jamaica española con el refuerzo de la guarnición de La Vega y el asentamiento de nuevos vecinos procedentes de Canarias que contrarrestaran la presencia inglesa. Sin embargo, la mayor parte de estos nuevos colonos abandonaron la isla ante la posibilidad de ser hechos presos y vendidos por los piratas.Finalmente, en 1660 la alianza entre los palenques cimarrones con el gobernador inglés de Jamaica Edward D'Oyley supuso el final de los intentos españoles por retener la isla. La soberanía inglesa de la colonia de Jamaica (1655-1962) se confirmó con la firma del Tratado de Madrid (1670) y Port Royal, su capital, se convirtió en la mayor base pirata del Caribe. Este tratado reconoció además, la soberanía inglesa sobre islas Caimán. 

## SigloXVIII: Intento de recuperación durante la guerra de Independencia de los Estados Unidos
En 1781, tras la decisiva victoria francesa en la batalla naval de la bahía de Chesapeake y las sucesivas victorias de Bernardo de Gálvez en la reconquista de la Florida española, ambas naciones acordaron la invasión de la colonia de Jamaica. En esta época, sólo la colonia de Jamaica generaba más riqueza para el imperio británico que las Trece Colonias (actual EE. UU.) juntas. Gálvez ocupó las escasamente guarnecidas isla de Providencia y Nassau en las Bahamas, cortando una importante vía de comunicación marítima británica. Mientras que Gálvez logró reunir un ejército de nueve mil soldados entre americanos y procedentes de España, la escuadra francesa de treinta navíos que debía participar en la invasión de Jamaica fue derrotada en la batalla de Los Santos por la Royal Navy en abril, al suroeste de la isla de Guadalupe. La operación se abandonó definitivamente por la firma del tratado de París (1783) por el los británicos ratificaron la pérdida de las Trece Colonias con la independencia de Estados Unidos, y España recuperó la soberanía de La Florida española.

## Legado
El sitio arqueológico Sevilla Heritage Park donde se hallan los restos de Sevilla La Nueva se encuentra en la lista indicativa del patrimonio de la humanidad de la UNESCO. Durante la época española se levantaron poblaciones, construyeron iglesias y fuertes y se acondicionaron puertos.
La toponimia de la isla conserva en gran medida nombres en español, como Ocho ríos o Las Chorreras, Río Bueno, Santa Cruz, Río Miño y el Port Antonio (o Puerto Antón).Además, Montego Bay podría tener su origen en bahía de Manteca, el pueblo Oracabessa de la palabra española Cabeza de Oro y The Moneague de Monte de Agua o bien de La Manigua, palabra muy usada en Cuba.
Además, hay topónimos que tienen su origen en la traducción al inglés del original nombre en español. Tal sería el caso de Dry Harbour (Puerto Seco) o Runaway Bay (Bahía de la Huida) por ser el puerto de partida del gobernador Ysassi rumbo a Cuba en 1655. Sin embargo, hay accidentes geográficos cuyo nombre actual difiere totalmente del de en época española. Este es el caso de río Cobre (río de la Villa en época española) o río Bog Walk (antes río Boca de Agua).
Los españoles introdujeron muchos cultivos a Jamaica como la caña de azúcar, plátanos, cítricos, algodón, cacao y tabaco, además de las viñas. También fueron ellos quienes, al parecer, introdujeron la mayor parte de los animales domésticos que se encuentran en la isla actualmente, como es el caso de los cerdos, caballos, vacas, cabras, gatos, perros y los pollos.